# رانكين إم. سميث سينيور
رانكين إم. سميث سينيور (بالإنجليزية: Rankin M. Smith, Sr.)‏ هو شخصية أعمال أمريكي، ولد في 29 أكتوبر 1924، وتوفي في 26 أكتوبر 1997.